# HD 102956 b
HD 102956 b eller Isagel är en exoplanet som kretsar kring stjärnan HD 102956. Den är belägen cirka 400 ljusår från jorden i stjärnbilden Stora björnen, inuti Karlavagnen. Planeten upptäcktes 2010 med hjälp av Keck-observatoriet på Hawaii och radialhastighetsmetoden av ett amerikanskt forskarlag som leddes av astronomen John Johnson. Det är den första planeten som upptäckts för denna stjärna och fortfarande 2019 har inga fler registrerats.
HD 1020956 b är en så kallad "het Jupiter". Dess massa uppskattas till som mest samma massa som Jupiter, och den kretsar runt stjärnan på ett avstånd på 12 miljoner kilometer (0,08 gånger avståndet mellan jorden och solen) med en omloppsperiod på 6,5 dygn. Banan är i det närmaste cirkulär. Planetsystemet är beläget cirka 400 ljusår från jorden.
I juni 2019 blev planeten och dess värdstjärna tilldelade Sverige som en av de planeter och stjärnor som ska få namn inom ramarna för kampanjen NameExoWorlds som koordineras av den Internationella astronomiska unionen . En tävling hölls där allmänheten får föreslå namn som utvärderas av en kommitté, och en publik omröstning skulle avgöra vilka av de fem sista namnpar som ska väljas. Vinnarnamnen Aniara (stjärnan) och Isagel (planeten) offentliggjordes den 17 december 2019. 